# Model lineal general
El model lineal general o model de regressió multivariant general és una manera compacta d'escriure simultàniament diversos models de regressió lineal múltiple. En aquest sentit, no és un model lineal estadístic separat. Els diversos models de regressió lineal múltiple es poden escriure de manera compacta com a
{\displaystyle \mathbf {Y} =\mathbf {X} \mathbf {B} +\mathbf {U} ,}
on Y és una matriu amb una sèrie de mesures multivariants (cada columna és un conjunt de mesures sobre una de les variables dependents), X és una matriu d'observacions sobre variables independents que podria ser una matriu de disseny (cada columna és un conjunt d'observacions sobre una de les variables independents), B és una matriu que conté paràmetres que normalment s'han d'estimar i U és una matriu que conté errors (soroll). Normalment se suposa que els errors no estan correlacionats entre les mesures i segueixen una distribució normal multivariant. Si els errors no segueixen una distribució normal multivariant, es poden utilitzar models lineals generalitzats per relaxar les suposicions sobre Y i U.
El model lineal general (GLM) engloba diversos models estadístics, com ara ANOVA, ANCOVA, MANOVA, MANCOVA i la regressió lineal ordinària. Dins d'aquest marc, es poden aplicar tant la prova t com la prova F. El model lineal general és una generalització de la regressió lineal múltiple al cas de més d'una variable dependent. Si Y, B i U fossin vectors columna, l'equació matricial anterior representaria una regressió lineal múltiple.
Les proves d'hipòtesi amb el model lineal general es poden fer de dues maneres: multivariant o com a diverses proves univariants independents. En les proves multivariants, les columnes de Y es proven juntes, mentre que en les proves univariants les columnes de Y es proven independentment, és a dir, com a múltiples proves univariants amb la mateixa matriu de disseny.

## Comparació amb la regressió lineal múltiple
La regressió lineal múltiple és una generalització de la regressió lineal simple al cas de més d'una variable independent, i un cas especial de models lineals generals, restringits a una variable dependent. El model bàsic per a la regressió lineal múltiple és
{\displaystyle Y_{i}=\beta _{0}+\beta _{1}X_{i1}+\beta _{2}X_{i2}+\ldots +\beta _{p}X_{ip}+\epsilon _{i}} o de manera més compacta {\displaystyle Y_{i}=\beta _{0}+\sum \limits _{k=1}^{p}{\beta _{k}X_{ik}}+\epsilon _{i}}
per a cada observació i = 1,... , n.
A la fórmula anterior considerem n observacions d'una variable dependent i p variables independents. Així, Yi és l'observació i-èsima de la variable dependent, X ik és l'observació k-èsima de la variable independent k-èsima, k = 1, 2,... , p. Els valors βk representen els paràmetres a estimar, i εi és l'i-èsim error normal independent distribuït idènticament.
En la regressió lineal multivariant més general, hi ha una equació de la forma anterior per a cadascuna de les m > 1 variables dependents que comparteixen el mateix conjunt de variables explicatives i, per tant, s'estimen simultàniament entre si:
{\displaystyle Y_{ij}=\beta _{0j}+\beta _{1j}X_{i1}+\beta _{2j}X_{i2}+\ldots +\beta _{pj}X_{ip}+\epsilon _{ij}} o de manera més compacta {\displaystyle Y_{ij}=\beta _{0j}+\sum \limits _{k=1}^{p}{\beta _{kj}X_{ik}}+\epsilon _{ij}}
per a totes les observacions indexades com a i = 1,... , n i per a totes les variables dependents indexades com a j = 1,... , m.
Cal tenir en compte que, com que cada variable dependent té el seu propi conjunt de paràmetres de regressió que s'han d'ajustar, des d'un punt de vista computacional, la regressió multivariant general és simplement una seqüència de regressions lineals múltiples estàndard que utilitzen les mateixes variables explicatives.

## Comparació amb el model lineal generalitzat
El model lineal general i el model lineal generalitzat (GLM) són dues famílies de mètodes estadístics que s'utilitzen habitualment per relacionar un cert nombre de predictors continus i/o categòrics amb una única variable de resultat.
La principal diferència entre els dos enfocaments és que el model lineal general assumeix estrictament que els residuals seguiran una distribució condicionalment normal, mentre que el GLM flexibilitza aquesta suposició i permet una varietat d'altres distribucions de la família exponencial per als residuals El model lineal general és un cas especial del GLM en què la distribució dels residuals segueix una distribució condicionalment normal.
La distribució dels residuals depèn en gran manera del tipus i la distribució de la variable de resultat; els diferents tipus de variables de resultat donen lloc a la varietat de models dins de la família GLM. Els models més utilitzats de la família GLM inclouen la regressió logística binària per a resultats binaris o dicotòmics, la regressió de Poisson per a resultats de recompte i la regressió lineal per a resultats continus i amb distribució normal. Això significa que es pot parlar del GLM com una família general de models estadístics o com a models específics per a tipus de resultats específics.
|                                          | Model lineal general                                 | Model lineal generalitzat                                                                          |
| ---------------------------------------- | ---------------------------------------------------- | -------------------------------------------------------------------------------------------------- |
| Mètode d'estimació típic                 | Mínims quadrats, millor predicció lineal sense biaix | Màxima probabilitat o bayesiana                                                                    |
| Exemples                                 | ANOVA, ANCOVA, regressió lineal                      | regressió lineal, regressió logística, regressió de Poisson, regressió gamma, model lineal general |
| Extensions i mètodes relacionats         | MANOVA, MANCOVA, model mixt lineal                   | model mixt lineal generalitzat (GLMM), equacions d'estimació generalitzades (GEE)                  |
| Paquet i funció R                        | lm() al paquet stats (base R)                        | glm() al paquet d'estadístiques (base R) manova,                                                   |
| Funció MATLAB                            | mvregress()                                          | glmfit()                                                                                           |
| Procediments SAS                         | PROC GLM, PROC REG                                   | PROC GENMOD, PROC LOGISTIC (per a resultats categòrics binaris i ordenats o no ordenats)           |
| Ordre Stata                              | regressió                                            | glm                                                                                                |
| Ordre SPSS                               | regressió, glm                                       | genlin, logística                                                                                  |
| Funció de Wolfram Language & Mathematica | Ajust de model lineal[]                              | Ajust de model lineal generalitzat[]                                                               |
| Ordre EViews                             | ls                                                   | glm                                                                                                |
| Paquet Python statsmodels                | models de regressió i lineals                        | GLM                                                                                                |

## Aplicacions
Una aplicació del model lineal general apareix en l'anàlisi de múltiples escàners cerebrals en experiments científics on Y conté dades d'escàners cerebrals, X conté variables de disseny experimental i factors de confusió. Normalment es prova de manera univariant (normalment es coneix com a univariant de masses en aquest context) i sovint es coneix com a mapatge paramètric estadístic.